# ダニエル・ピク
ダニエル・ピク（Daniel Pik 、2000年7月20日 - ）は、ポーランド・プウトゥスク出身のプロサッカー選手。ラドミアク・ラドム所属。ポジションは、フォワード。